# أندرو كيركباتريك
أندرو كيركباتريك (بالإنجليزية: Andrew Kirkpatrick) هو قاضي ومحامي أمريكي، ولد في 8 أكتوبر 1844، وتوفي في 3 مايو 1904.